# Empresas CMPC
Empresas CMPC S.A. ist ein chilenisches Unternehmen mit Stammsitz in Santiago de Chile.
Das Unternehmen wurde 1920 gegründet. Es ist eine Holding mit vier Geschäftsfeldern: Forstwirtschaft, Zellstoff, Papier, und Hygienepapiere.  Geleitet wird das Unternehmen von Eliodoro Matte. Das Unternehmen ist aktiv in Chile, Argentinien, Brasilien, Peru, Kolumbien, Mexico, Ecuador und Uruguay und ist der fünftgrößte Zellstoffproduzent der Welt.
In Europa ist CMPC aktiv mit CMPC Europe in Hamburg (einem Gemeinschaftsunternehmen mit Schürfeld) und CellMark in Genf.